# هيدي فراي
ولدت هيدي مادلين فراي في 6 أغسطس من عام 1941، وهي سياسية وطبيبة كندية من أصل ترينيدادي، وإحدى أعضاء مجلس العموم الكندي ونائبة في مجلس الملكة الخاص بكندا. فراي حاليًا هي المرأة الأقدم خدمةً في البرلمان، فازت بعشرة انتخابات متتالية في الدائرة الانتخابية لمركز فانكوفر بما في ذلك انتخابات عام 1933عندما هزمت رئيس الوزراء الحالي كيم كامبل.

## نشأتها وحياتها المهنية
ولدت فراي في سان فرناندو (ترينيداد وتوباغو).  وهي من أصول اسكتلندية وإسبانية وهندية وصينية. رفضت منحة الأدب الإنجليزي لأكسفورد، وحصلت على ما يعادل درجة البكالوريوس في العلوم خلال عام واحد، ثم تابعت لتلقي تدريبها الطبي في الكلية الملكية للجراحين في دبلن، ايرلندا. هاجرت إلى كندا في عام 1970 وبدأت فترة تدريبها في فانكوفر.
عملت فراي في مستشفى سانت بول (فانكوفر) لمدة 23 عامًا. شغلت منصب رئيسة اتحاد كولومبيا البريطانية للطبيبات في عام 1977. وكانت رئيسة جمعية فانكوفر الطبية خلال عامي 1988 و1989، والجمعية الطبية البريطانية في كولومبيا خلال عامي 1990 و1991، وترأست لجنة التعددية الثقافية التابعة للجمعية الطبية الكندية في 1992-1999. تطوعت كعضو في منظمة مرشدات كندا، وتولت قيادة مجموعة براوني فيها. كانت فراي أيضًا إحدى ضيوف برنامج (دكتور دكتور) على قناة سي بي سي.

## السياسة الفيدرالية
ترشحت فراي عن الحزب الليبرالي لمركز فانكوفر في الانتخابات الفيدرالية لعام 1933، والتي فازت فيها على المحامي ديفيد فارتي والمحاضر الجامعي جون لانغ في مارس 1993. انتخبت لعضوية مجلس العموم الكندي، وهزمت رئيس الوزراء التقدمي المحافظ كيم كامبل. فراي هي خامس شخصية تحاول الإطاحة برئيس وزراء حالي، وأول من يحقق ذلك في محاولته الأولى لتولي المنصب. أُعيد انتخاب فراي في الانتخابات اللاحقة للأعوام (1997، 2000، 2004، 2006، 2008، 2011، 2015، 2019 و2021).

### حكومتا كريتيان ومارتن
عملت كسكرتيرة برلمانية لوزير الصحة الوطنية والرعاية الاجتماعية من عام 1993 حتى عام 1996، ثم شغلت منصب وزيرة دولة للتعددية الثقافية ووضع المرأة في مجلس الوزراء. أدانت فراي الأعمال العنصرية التي شهدتها مدينة الأمير جورج واعتذرت لشعبها، وقالت في مجلس العموم إن الصلبان تُحرق على المروج بينما نحن نتحدث الآن. استقالت من منصب الوزارة بعد تعديل الحكومة في عام 2002.
تولى بول مارتن رئاسة مجلس الوزراء في كندا في نهاية عام 2003، وعين فراي سكرتيرة برلمانية لوزير المواطنة والهجرة مع التركيز بشكل خاص على أوراق الاعتماد الأجنبية. أعيد انتخابها في عام 2004 لاستلام المنصب نفسه بالإضافة إلى وزارة الموارد البشرية وتنمية المهارات مع التركيز بشكل خاص على مبادرة العمال المدربين دوليًا.

### في المعارضة
تغلبت فراي على الناشط البارز في الحزب الوطني الديمقراطي والنائب السابق سفيند روبنسون في عام 2006، وهزمت المحافظ البارز لورن ماينكورت في عام 2008. أصبحت فراي في 4 مايو 2006 الشخص الحادي عشر، والمرأة الثالثة، والغربية الوحيدة التي تدخل المنافسة الرسمية لقيادة الحزب الليبرالي. أطلقت حملتها القيادية قائلة إن التنوع في كندا هو أعظم ميزة تنافسية لها، وهو سلاحنا للإدماج الجماعي.  دعت إلى اتباع نهج غير أيديولوجي في حل المشكلات. انسحبت من المنافسة في 25 سبتمبر وأعلنت دعمها لبوب راي.
أعيد انتخابها في مركز فانكوفر لولاية سادسة في عام 2008، وشغلت منصب الناقد الرسمي للمعارضة للتراث الكندي. أعلن مرشح القيادة الليبرالية بوب راي في 21 نوفمبر 2008 مشاركة فراي كرئيس مساعد لحملته في كولومبيا البريطانية.
أعيد انتخاب فراي في عام 2011 بفارق حوالي 2000 صوت. فقد الليبراليون تصنيفهم كمعارضة رسمية في عام 2011، أصبحت حينها فراي الناقد الليبرالي للصحة.